# Kuwaliya
Kuwaliya era una regió esmentada a les inscripcions hitites, que s'identifica amb la part nord de la clàssica Frígia potser fins a la zona de la costa de la Mar de Màrmara o Propòntida on alguns situen Karkissa (que seria la mateixa de Karkiya, que en general s'identifica com a Cària).
Subiluliuma I va cedir aquesta regió a l'ex-rei de Mira Mashwiluwa o Mashwiluwas, ja que la major part del regne de Mira havia caigut en mans dels seus germans i després d'Hapalla. Mashwiluwa es va titular rei de Mira i Kuwaliya (tot i que només governava Kuwaliya). Després de la victòria de Mursilis II sobre Arzawa i el seu aliat Hapalla, va reconquerir Mira i la va restituir a Mashwiluwas de Kuwaliya.